# Луглаг
Луглаг — Луговий табір, (Особливий табір № 9) з центром у с. Долинському, Казахстан

## Історія
Луговий табір, Луглаг, (адреса «п/я 50/9»), особливий табір для політв'язнів був організований 10.10.1949. Закритий 01.09.1951, реорганізований в Спаське табірне відділення (ТВ), передане до складу Пєсчанлага.
Максимальне число ув'язнених на 1 вересня 1951 р. — 12 тисяч 717 осіб. Як випливає з Наказу № 0612 по МВС СРСР від 01.09.1951 Луглаг був організований для утримання осіб з інвалідністю з Особлагах «з метою поліпшення керівництва Особлагами, розташованими в Карагандинській обл., Посилення режиму трудового використання з/к та скорочення витрат». А. І. Солженіцин називає Спаськ, основне відділення Луглагу, «всесоюзною інвалідкою». У січні-березні 1951 р. у Луглаг передано табірне відділення Талди-Кудук Карлагу з 1309 особами з інвалідністю. Мотивування закриття Луглагу — «особливо небезпечні злочинці містяться тільки в Спаському ТВ, для керівництва яким достатньо апарату цього ТВ» (Наказ 0612 МВС від 01.09.1951). Талди-Кудукське ТВ з ув'язненими «загального контингенту» при закритті Луглагу було повернуто в Карлаг.

## Виконувані роботи
Хоча в Луглагу перебували в основному люди з інвалідністю, список робіт виконуваних в таборі досить великий. Це роботи промислових підприємств з видобутку і випуску місцевих будівельних матеріалів, в тому числі:
- Виробництво цегли, саману, вапна, гіпсу та мармуру
- Виробництво керамічних виробів (плитки, кахлю, посуду)
- Видобуток бутового каменю і мінеральних фарб
- Сільськогосподарські роботи в табірних пунктах Джумабек і Талди-Кудук (ферма Джанаки)
- Капітальне і житлове будівництво
- Розпилювання та обробка лісу

Спаська інвалідна колонія — Спаська інвалідна колонія особливого призначення, розташовувалася у Казахській РСР неподалік Караганди. Була спланована на одночасне утримання 15 тис. ув'язнених з інвалідністю.

## Опис
Солженіцин Олександр Ісайович про Спаську інвалідну колонію в книзі «Архіпелаг ГУЛАГ» (частина 5, глава 3):
| « У Спаськ надсилали інвалідів - кінчених інвалідів ... Але, дивно! - Переступивши цілющу зону Спаська, інваліди разом оберталися в повноцінних роботяг ... Одноногі всі використовувалися на сидячій роботі: бій каменя на щебінку, сортування тріски. Ні костилі, ні навіть однорукість не були перешкодою до роботи в Спаську... Наприкінці 1948 року в Спаську було близько 15 тисяч зеків обох статей. Це була величезна зона, стовпи її то піднімалися на пагорби, то опускалися в лощини, і кутові вежі не бачили одна одну... Шість тисяч людей ходило працювати на дамбу за 12 кілометрів. Так як вони були все-таки інваліди, то йшли туди більше двох годин і більше двох годин назад. До цього слід додати 11-годинний робочий день. (Рідко хто витримував на тій роботі два місяці.) Наступна велика робота була - каменоломні ... Нагадаємо, що вся ця робота проводилася не тільки інвалідами і не тільки без єдиного механізму, але в суворі степові зими (до 30-35° морозу з вітром) ще в літньому одязі, тому що непрацюючим (тобто інвалідам) не дозволяється на зиму видавати теплий одяг... Потім йшли такі роботи: самозагорожування; будівництво селища для табірників і конвоїрів (житлові будинки, клуб, лазня, школа); робота на полях і городах. Урожай з тих городів теж йшов на вільних, а зекам діставалася лише бурякова гичка: її привозили возами на машинах, звалювали в купи поблизу кухні, там вона мокла, гнила, і звідти кухонні робітники вилами тягали її в котли. (Це дещо нагадує годування домашньої худоби ?..) З цього бадилля варилася постійна баланда, до неї додавався один черпачок кашки на день. Ось городня спаська сценка: десь півтораста зеків, змовившись, кинулися разом на один такий город, лягли і гризуть з гряд овочі. Охорона збіглася, б'є їх палицями, а вони лежать і гризуть. Хліба давали непрацюючим інвалідам 550, працюючим - 650 грамів. Ще не знав Спаськ медикаментів (на таку ораву де взяти! Та й все одно їм подихати) та постільних речей. У деяких бараках вагонки зсувалися і на здвоєних щитах лягали вже не по двоє, а по четверо впритиск. Так, ще ж була робота! Кожен день 110-120 людей виходило на риття могил. Два студебекери возили трупи в риштуваннях, звідки руки і ноги випиналися. Навіть у літні благополучні місяці 1949 вмирало по 60-70 осіб на день, а взимку по сотні (рахували естонці, що працювали при морзі)». Оригінальний текст (рос.) «В Спасск присылали инвалидов — конченных инвалидов… Но, удивительно! — переступив целебную зону Спасска, инвалиды разом обращались в полноценных работяг… Одноногие все использовались на сидячей работе: бой камня на щебенку, сортировка щепы. Ни костьми, ни даже однорукость не были препятствием к работе в Спасске… В конце 1948 года в Спасске было около 15 тысяч зэков обоего пола. Это была огромная зона, столбы ее то поднимались на холмы, то опускались в лощины, и угловые вышки не видели друг друга… Шесть тысяч человек ходило работать на дамбу за 12 километров. Так как они были все-таки инвалиды, то шли туда более двух часов и более двух часов назад. К этому следует прибавить 11-часовой рабочий день. (Редко кто выдерживал на той работе два месяца.) Следующая крупная работа была — каменоломни… Напомним, что вся эта работа производилась не только инвалидами и не только без единого механизма, но в суровые степные зимы (до 30–35° мороза с ветром) еще в летней одежде, потому что неработающим (то есть инвалидам) не полагается на зиму выдавать теплую одежду… Затем шли такие работы: самозагораживание; строительство поселка для лагерщиков и конвоиров (жилые дома, клуб, баня, школа); работа на полях и огородах. Урожай с тех огородов тоже шел на вольных, а зэкам доставалась лишь свекловичная ботва: ее привозили возами на машинах, сваливали в кучи близ кухни, там она мокла, гнила, и оттуда кухонные рабочие вилами таскали ее в котлы. (Это несколько напоминает кормление домашнего скота?..) Из этой ботвы варилась постоянная баланда, к ней добавлялся один черпачок кашицы в день. Вот огородная спасская сценка: человек полтораста зэков, сговорясь, ринулись разом на один такой огород, легли и грызут с гряд овощи. Охрана сбежалась, бьет их палками, а они лежат и грызут. Хлеба давали неработающим инвалидам 550, работающим — 650 граммов. Еще не знал Спасск медикаментов (на такую ораву где взять! да и все равно им подыхать) и постельных принадлежностей. В некоторых бараках вагонки сдвигались и на сдвоенных щитах ложились уже не по двое, а по четверо впритиску. Да, еще же была работа! Каждый день 110–120 человек выходило на рытье могил. Два студебекера возили трупы в обрешетках, откуда руки и ноги выпячивались. Даже в летние благополучные месяцы 1949 года умирало по 60–70 человек в день, а зимой по сотне (считали эстонцы, работавшие при морге)». |
Створення концтабору було частиною політики СРСР по приховуванню від суспільства або знищенню людей з інвалідністю (включно з людьми з інвалідністю внаслідок Другої світової війни).

## Начальники
- Слюсаренко А. І., підполковник, з 10.10.1949 по 13.03.1951.
- Білолипецький С. Ю., генерал-майор, з 13.03.1951 по 01.09.1951.